# Кат съедобный
Кат съедобный (лат. Catha edulis) — вид вечнозелёных кустарников из семейства бересклетовых (Celastraceae).
Произрастает в горных районах Африки и Ближнего Востока, где его культивируют с целью использования ветвей и листьев в качестве психостимулятора.

## Название
В качестве русского названия вида обычно используется слово «кат», как и для названия рода. Встречаются другие вариации написания русского названия: ката, хат, катх, арабский чай.
На других языках растение имеет созвучные названия: араб. قات‎; амх.  ጫት č̣āt; сомал. qaat.

## Ботаническое описание

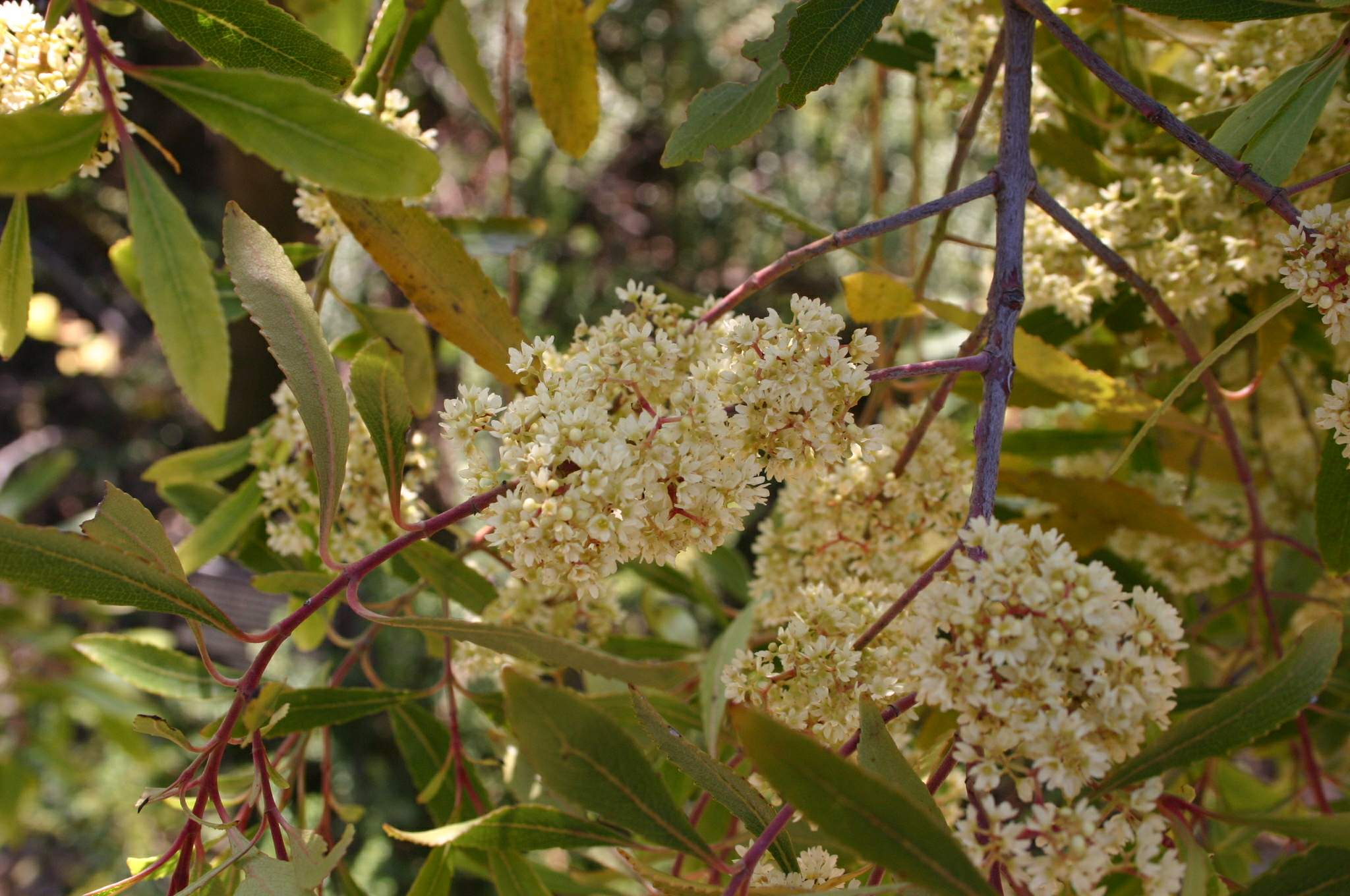
Листья и цветки ката

Вечнозелёные кустарники высотой от 1 до 5 м. Листья на черешках длиной 3-8 мм, листовая пластинка эллиптическая или узко-эллиптическая, 4-7 х 2-4 см, кожистая, у основания узкая, край листа тупо-зубчатый, кончик тупо-коротко заострённый. 
Растёт в естественных условиях на обширных территориях. Катом считается верхняя часть растения, из которой употребляют только самые тонкие веточки и листья.

## Происхождение и распространение

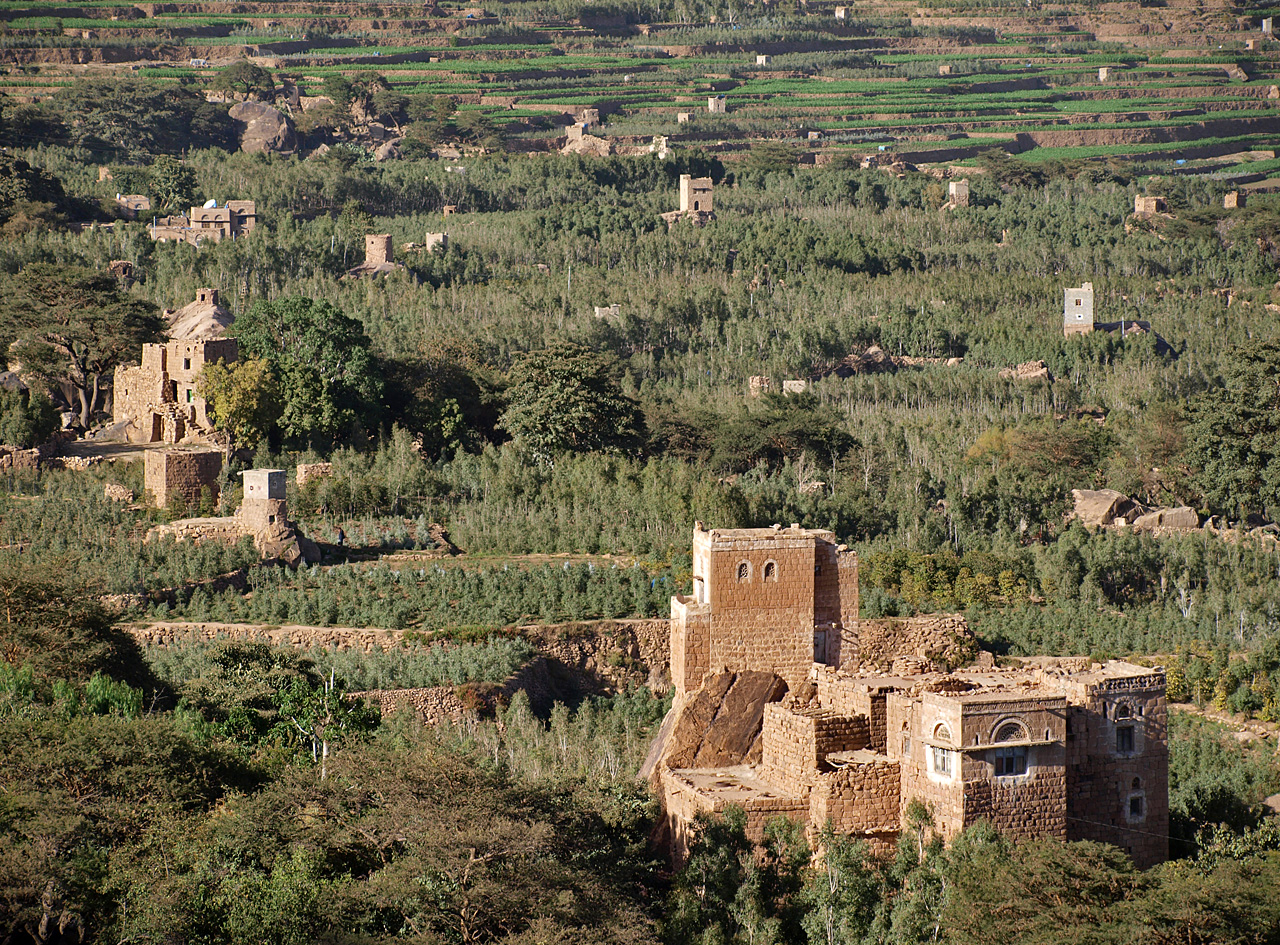
Плантации ката съедобного в Ат-Тавиле (запад Йемена)

Согласно данным популяционно-генетических исследований, дикие формы ката съедобного были введены в культуру на территории современной Эфиопии и Кении.
Первые описания ката относятся к XIII веку, когда арабский врач Нагиб ад-Дин стал давать кат солдатам для снятия усталости. Ад-Дин, возможно, был первым, кто стал давать солдатам психостимуляторы, а его опыт в дальнейшем стали использовать те, в чьи задачи входило повышение эффективности войск на поле боя. 
Впервые кат попал в поле зрения европейцев в 1762 году, когда ботаник Питер Форскаль увидел это растение на склоне одной из гор в Йемене. В 1852 году английский хирург Джеймз Вон опубликовал свои зарисовки о жевании ката в «Фармацевтическом вестнике».
Кат растёт в ряде стран Восточной Африки и Аравийского полуострова: в Сомали, Кении, Эфиопии, Джибути, Йемене, Саудовской Аравии. В незначительных масштабах кат также культивируется в Индии и на Шри-Ланке.

## Покупка и употребление ката

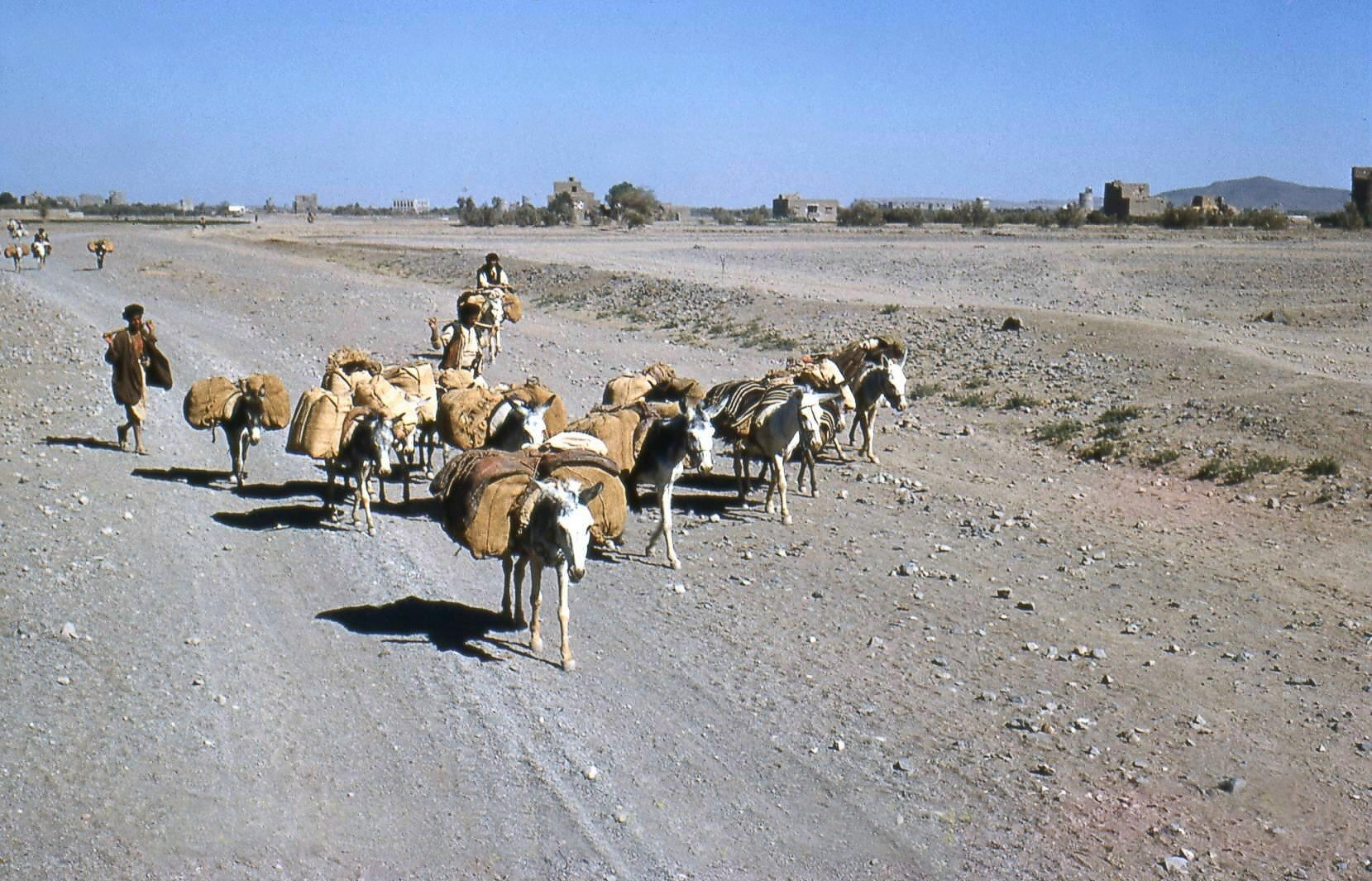
Доставка ката в Йемене

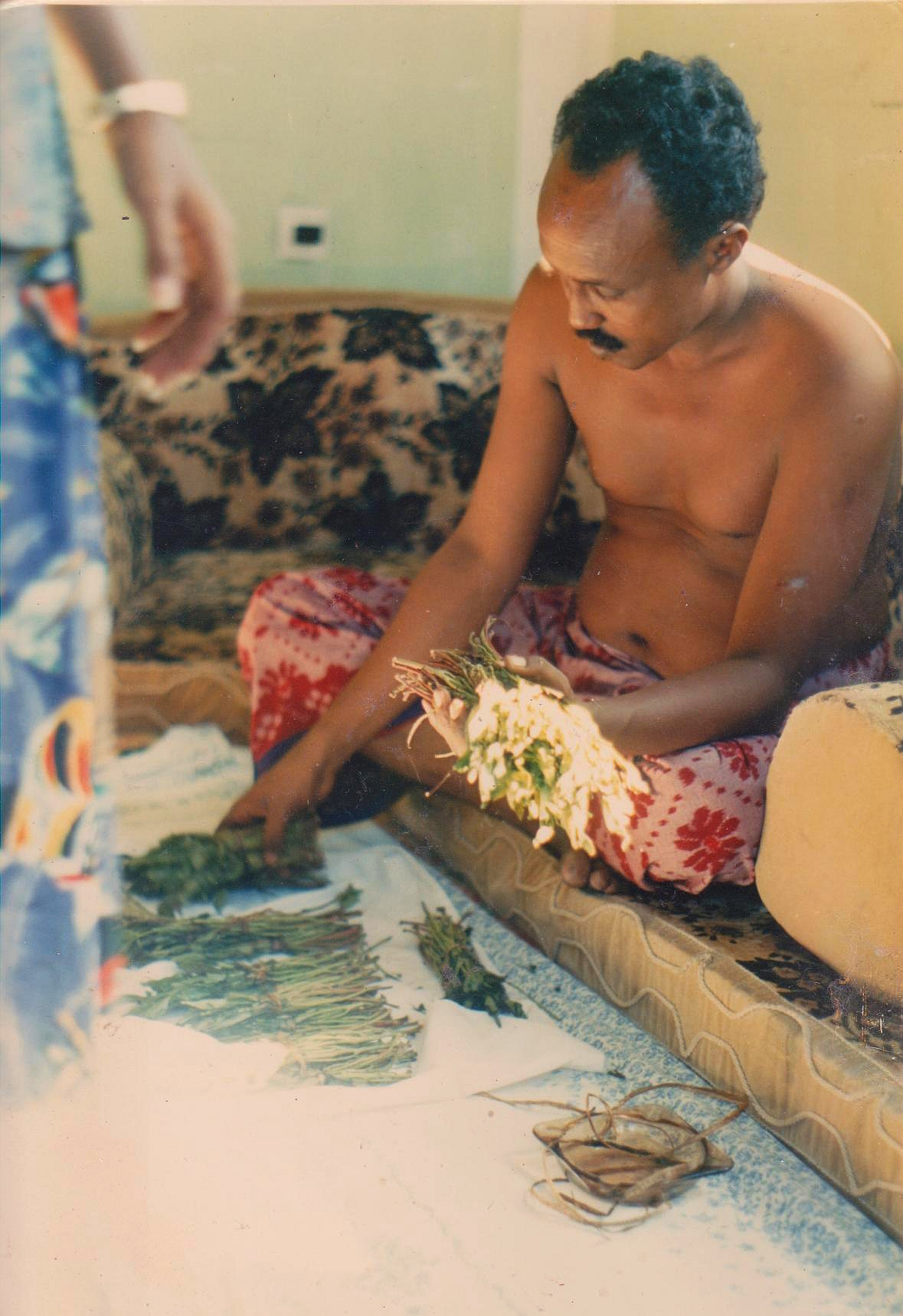
Разделение партии ката на пучки

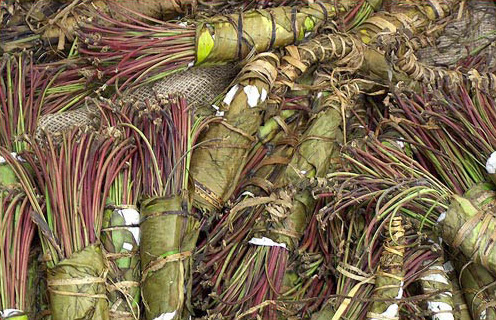
Кат рассортирован для продажи. Такими пучками продают кат: видны только стебли, а листья упакованы

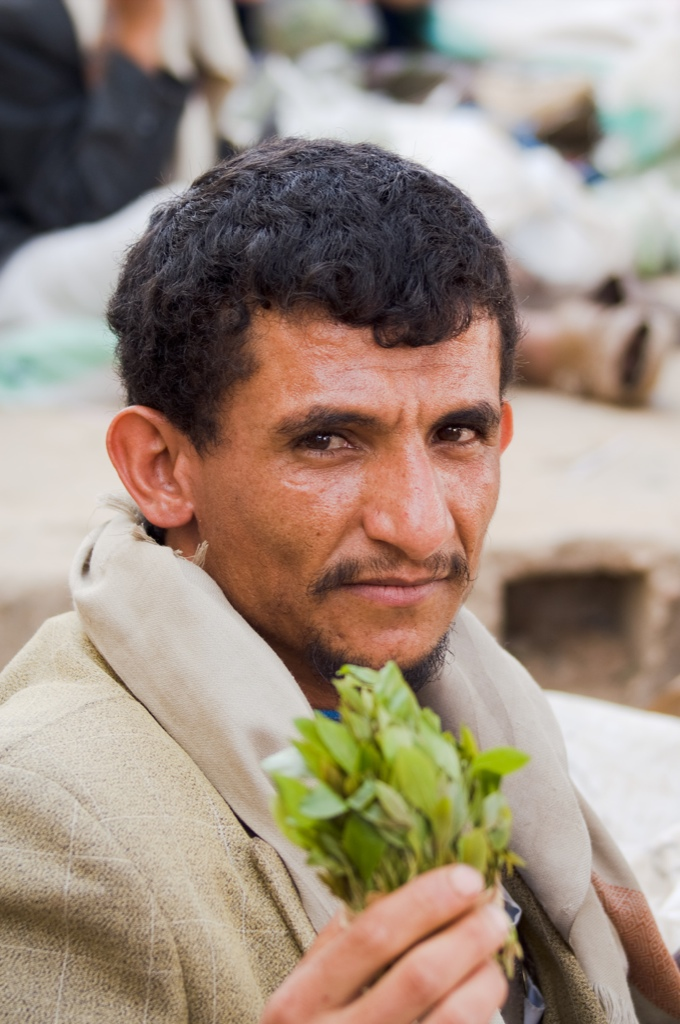
Продавец ката в Йемене. Пучок ката упаковывают так, что видны и стебли и листья: перевязан только посередине

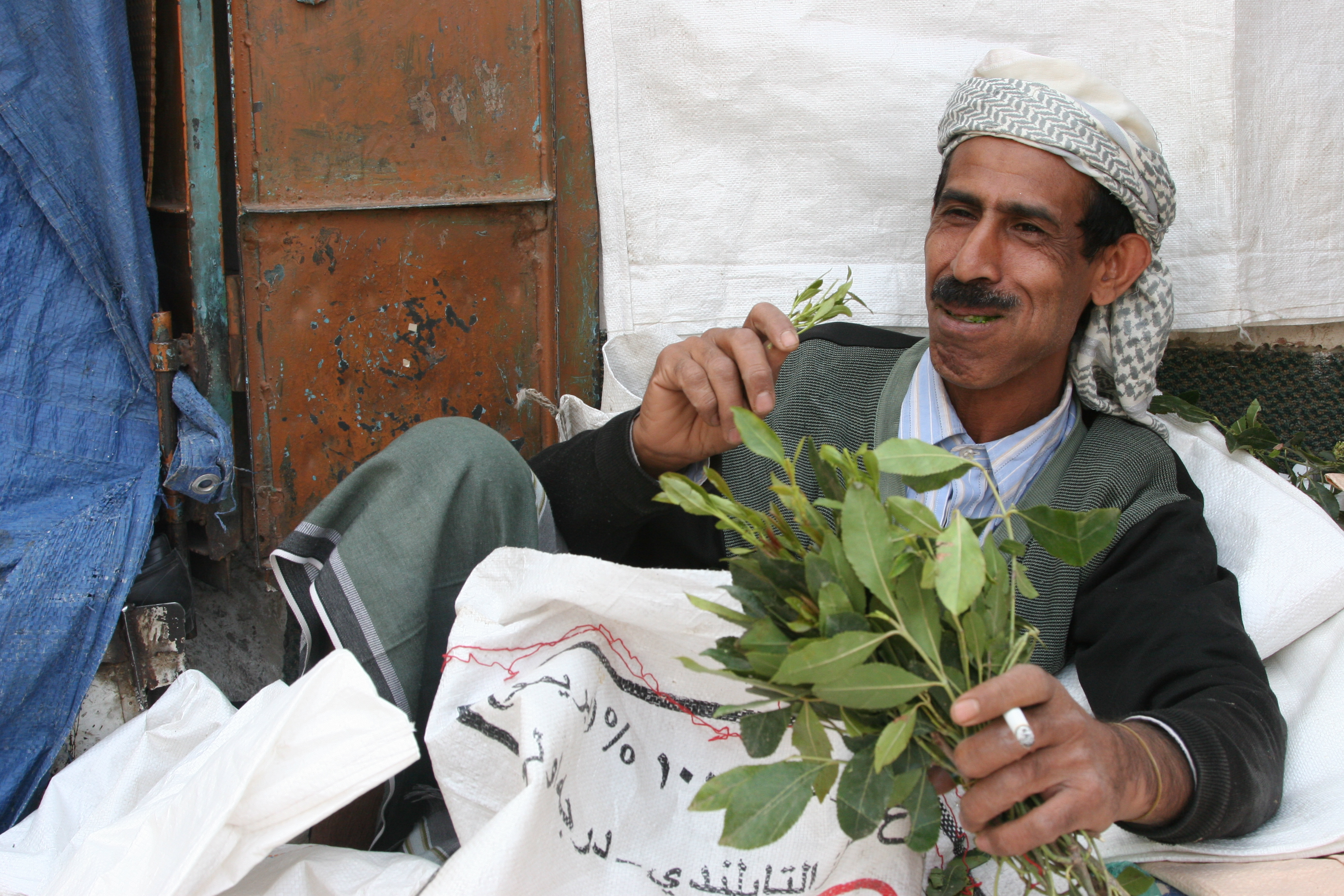
Употребление ката, Сана

С древних времён (и задолго до начала использования кофе в XII в.) свежие или сушёные листья ката используют для жевания или заваривания (как чай или пасту) в качестве лёгкого наркотика-стимулятора.
В городах Йемена есть места, где продают листья или ветки ката: например, в Адене их продают на небольших (стихийных) рынках, а в Сане есть даже целая улица в Старом городе (Бабль-Йемене) для продажи ката. Продажа ката происходит в основном в обед. Зелёные листья ката покупают пучками, обращая внимание на срез стебельков и состояние листьев: веточки должны быть аккуратными, с толстыми упругими кончиками, которые при отламывании брызжут соком. Срез должен быть свежим, а верхушки листьев — не вялыми и не повреждёнными.
При жевании листья кладутся в рот и усердно пережёвываются зубами, затем пережёванные листья перемещаются языком за щеку. Процесс продолжается в среднем в течение трёх часов, не мешает разговаривать и общаться. В социальном и культурном смысле кат можно рассматривать как заменитель запрещённого во многих странах алкоголя.
В странах Аравийского полуострова и перечисленных выше странах Восточной Африки кат является неотъемлемой частью жизни общества: его принимают во время встреч в кафе (вместо или вместе с кофе) или после работы как средство релаксации, студенты употребляют его во время подготовки к экзаменам. В Йемене кат употребляет до 90% всего мужского населения и 25% женщин. Для самих йеменцев жевание ката не является только лишь пагубной привычкой или времяпрепровождением — это стиль жизни. Торговлю катом поддерживают десятки тысяч семей страны, на это уходят миллионы долларов в год.
Во всём мире около 10 миллионов человек употребляют кат.
В ряде стран (например, в России и США) кат запрещён как наркотическое средство.

## Химия
Растение содержит вещества стимулирующе-наркотического действия, в связи с чем получило довольно широкую известность. Катинон, наиболее активное действующее вещество ката, нестабилен, под действием света и тепла димеризуется или превращается в другие неактивные метаболиты, при этом в растительном материале остаётся более мягко действующий компонент — катин. Поэтому собранный урожай листьев и стеблей ката транспортируют в пластиковых мешках или запакованным в листья банана для сохранения высокой активности сырья.

Структура катинона

### Фармакология
Считается, что стимулирующий эффект оказывает содержащееся в растении вещество, традиционно именуемое катин, из класса фенилэтиламина. Однако это утверждение оспаривается: экстракты из свежих листьев содержат также катинон — вещество более физиологически активное, нежели катин. По данным ЮНЕСКО, действующие вещества относятся к группе псевдоэфедринов.

### Действие на организм человека
Кат (Catha edulis) является возбуждающим центральную нервную систему веществом, наркотические свойства которого на протяжении столетий известны в восточной части Африки и на Аравийском полуострове.
Препараты из ката вызывают умеренную эйфорию и возбуждение, снимают усталость и лёгкую боль. Кат может провоцировать неадекватное поведение и гиперактивность. Кат подавляет аппетит, его использование может привести к кратковременному запору по прекращении использования.

## Законодательство
Растение кат запрещено к культивированию и обороту на территории РФ, подпадая под перечень растений, содержащих наркотические средства и психотропные вещества, оборот которых в Российской Федерации запрещён в соответствии с законодательством РФ и международными договорами. [Постановление Правительства Российской Федерации от 27 ноября 2010 г. № 934].
В 2013 году таможенной службой Финляндии отмечалось значительное возрастание незаконного ввоза ката на территорию страны.

## Таксономия
Catha edulis (Vahl) Forssk. ex Endl.. Название не считается действительно опубликованным.
Синонимика:
- Catha forsskalii A.Rich.
- Catha inermis J.F.Gmel.
- Celastrus edulis Vahl
- Celastrus tsaad Ferreira & Galeotti ex Walp.
- Dillonia abyssinica Sacleuxbasionym
- Methyscophyllum glaucum Eckl. & Zeyh.
- Trigonotheca serrata Hochst.